# Leopardenmorde
Unter den Leopardenmorden versteht man eine lange andauernde, rätselhafte Mordserie im kolonialen Afrika.
Zwischen 1850 und 1950 wurden dabei rund 1.000 Menschen ermordet, verstümmelt und meist ausgeweidet. Da diese Spuren anfangs auf Leoparden-Angriffe hindeuteten, gaben die europäischen Kolonialherren der Mordserie, die sich vor allem von Westafrika bis in den Kongo und Ostafrika zog, ihren Namen.
Wissenschaftler der Universität Kassel, insbesondere die Historikerin Stephanie Zehnle, enträtselten 2013 zumindest teilweise die Leopardenmorde als „Kampf […] zweier Gesellschaftssysteme. Auf der einen Seite die europäischen Kolonialherren mit modernen, arbeitsteiligen Verwaltungen und Rechtssystemen; auf der anderen Seite die vorkolonialen [afrikanischen] Geheimbünde, die einen umfassenden Anspruch auf viele Bereiche des gesellschaftlichen Lebens erhoben.“

## Vorgehensweise der Täter
Das Nachrichtenmagazin Der Spiegel berichtete 1947 zur Vorgehensweise der Täter: 

„Zeit, Ort und Art des Mordes sind immer gleich. Die Morde geschehen zwischen vier und sieben Uhr abends. Der Tatort ist fast stets ein vom Dickicht umgebener Busch-Pfad. […] [D]as Opfer [wird] mit einem schweren Stock bewußtlos geschlagen und sein Rücken mit einem nadelspitzen Messer aufgeschnitten. Dann wird der Leichnam verstümmelt, um den Eindruck zu erwecken, daß ein Leopard am Werk war. Herz und Lunge der Opfer fehlen gewöhnlich.“

## Eingang in künstlerische Werke
1913 entwarf Paul Wissaert eine über zwei Meter hohe Doppel-Skulptur. Sie wird heute im Afrikamuseum Tervuren in Belgien ausgestellt. 1930 erschien in Belgien mit Tim im Kongo die als Nummer 1 veröffentlichte Ausgabe der Abenteuerreihe Tim und Struppi. Darin stülpt sich ein verschlagener Medizinmann ein Leopardenkostüm über und kündigt an, eine Tat nach Art der Leopardenmorde zu begehen.  1943 drehte Jacques Tourneur den Horrorfilm The Leopard Man, basierend auf dem Buch Black Alibi von Cornell Woolrich.

## Abgrenzung zu Leopardenmännern
Da die Leopardenmorde nicht primär okkulten Zwecken dienten, gehen nach heutigem Stand der Wissenschaft nur wenige Morde auf die Leopardenmänner zurück, einen Bund meist junger männlicher Afrikaner, die glaubten, Leoparden zu sein und Menschen töten zu müssen, um anschließend deren Blut, Fett und Fleischteile zu magischen Zwecken zu benutzen. Die Leopardenmänner waren nur einer von vielen okkulten Bünden, bei denen Tierverwandlungen in Löwen, Elefanten, Büffel, Affen, Eulen oder eben Leoparden eine Rolle spielten.